# 11歳だったわたしは
11歳だったわたしは（11さいだったわたしは）は、2023年に公開された小森はるか+瀬尾夏美による記録映画および文章。

## 概要
宮城県に住む11歳から90代までの人々に、自身が11歳だった頃の思い出などをインタビューをしたものを映像と文章で纏めた作品。
11歳前後で経験したことが、後の人生に影響を与えると仮説を立て、2021年、映像作家の小森はるかと画家・作家の瀬尾夏美からなるアートユニット「小森はるか + 瀬尾夏美」により制作が開始された。

## その他
『11歳だったあなたへの11の質問』は、2023年に宮城県仙台市の仙台市市民活動サポートセンターの協力で『いわき編』が、2024年には広島県広島市の広島市現代美術館の協力で『広島編』が制作された。